# Phyllanthus ramosii
Phyllanthus ramosii är en emblikaväxtart som beskrevs av Eduardo Quisumbing y Argüelles och Elmer Drew Merrill. Phyllanthus ramosii ingår i släktet Phyllanthus och familjen emblikaväxter.
Artens utbredningsområde är Filippinerna. Inga underarter finns listade i Catalogue of Life.